# Липин, Степан Николаевич
Степан Николаевич Липин (1898—1937) — художник-график.

## Биография
Степан Николаевич Липин родился в селе Клепичиха Ново-Алейской волости в Змеиногорском уезде (ныне — в Поспелихинском районе Алтайского края.
Обучался в Красноярской рисовальной школе, а также в Туркестанских художественных мастерских.
В 1926 году был одним из организаторов общества художников «Новая Сибирь».
Как художник сотрудничал с газетой «Советская Сибирь» и журналом «Настоящее».
Умер в Ленинграде 8 декабря 1937 года.

## Участие в выставках
- Первая Всесибирская выставка живописи, графики, скульптуры и архитектуры в Новосибирске, Красноярске, Томске (1927)
- Юбилейной выставки искусства народов СССР в Москве (1927)
- Выставка «Гравюра СССР за 10 лет» в Москве (1927)
- Первая западносибирская краевая художественная выставка в Новосибирске (1933)[1]

## Галерея
Произведения художника хранятся в Новосибирском государственном художественном музее.
- Иллюстрация С. Н. Липина на обложке журнала «Настоящее»

Графика Степана Липина и обзор творчества в статье